# الیور توئیست (فیلم ۲۰۰۵)
الیور توئیست (به انگلیسی: Oliver Twist) فیلمی به کارگردانی رومن پولانسکی، نویسندگی رونالد هاروود و تهیه‌کنندگی رومن پولانسکی، روبرت بن‌موسی و آلان سارد محصول سال ۲۰۰۵ میلادی است. این فیلم براساس رمان الیور توئیست نوشته چارلز دیکنز ساخته شده است.

## خلاصه داستان
انگلستان دوران ملکه ویکتوریا. پسر بچه‌ای یتیم به نام «آلیور» (کلارک) به لندن می‌آید و با جیب بر جوان، «آرتفول داجر» (ایدن) آشنا می‌شود. «آرتفول داجر» در دارودستهٔ دزدهای جوانی فعالیت دارد که «فاگین» (کینگزلی)- مغز متفکر بزهکاری که در عین خباثت، رفتاری پدرانه با بچه‌ها دارد - رهبری شان می‌کند…